# Калифорнийска чайка
Калифорнийската чайка (Larus californicus) е вид птица от семейство Чайкови (Laridae).

## Разпространение
Видът е разпространен в Канада, Мексико и САЩ.